# Arbejal

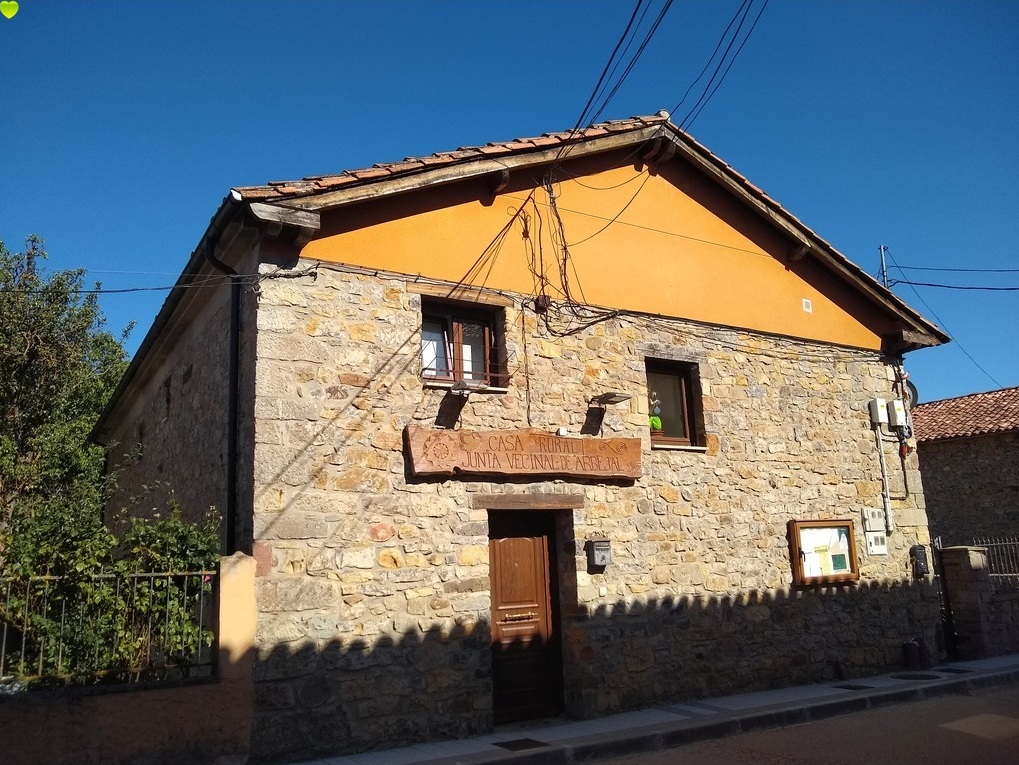
Junta vecinal Arbejal

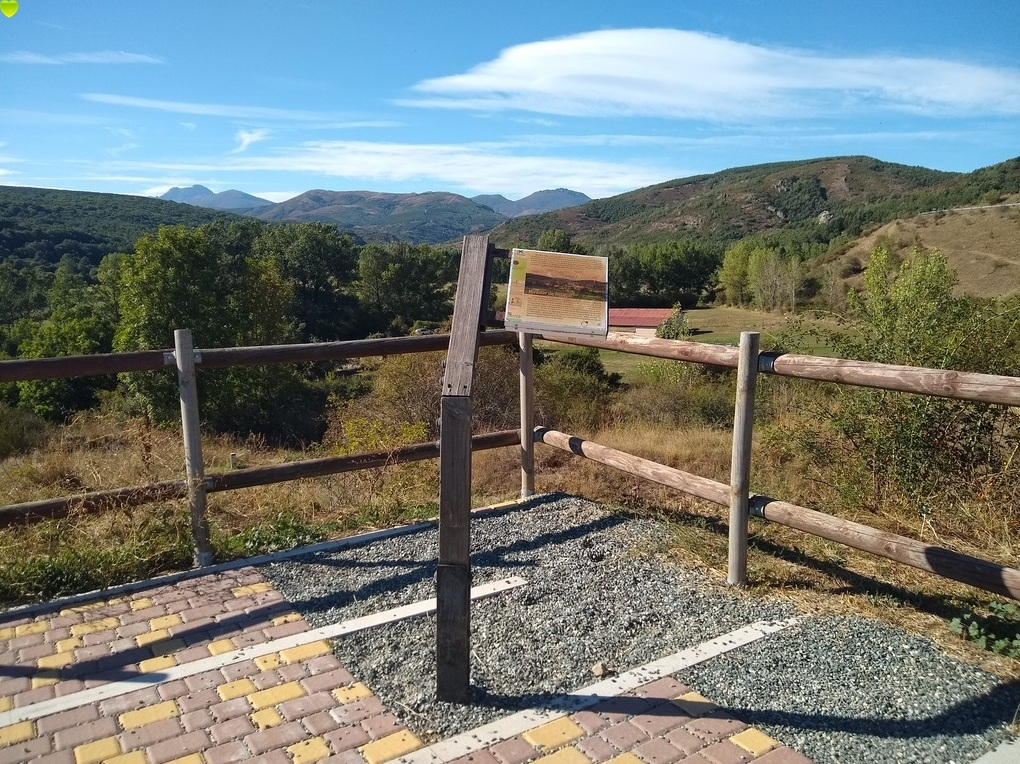
Mirador de Arbejal

Arbejal es una localidad y pedanía de la provincia de Palencia (Castilla y León, España) que pertenece al municipio de Cervera de Pisuerga.
Está a una distancia de 2 km de Cervera de Pisuerga, la capital municipal, en la comarca de Montaña Palentina.
Esta localidad limita:
- Al norte - Rabanal de los Caballeros y Vañes,
- Al sur - Ventanilla y Ruesga,
- Al este - Cervera de Pisuerga.
- Al oeste - Resoba.

## Geografía
Localidad
- Extensión de 11,33 km², y altitud de 1027 m s. n. m.
- Código postal: 34846

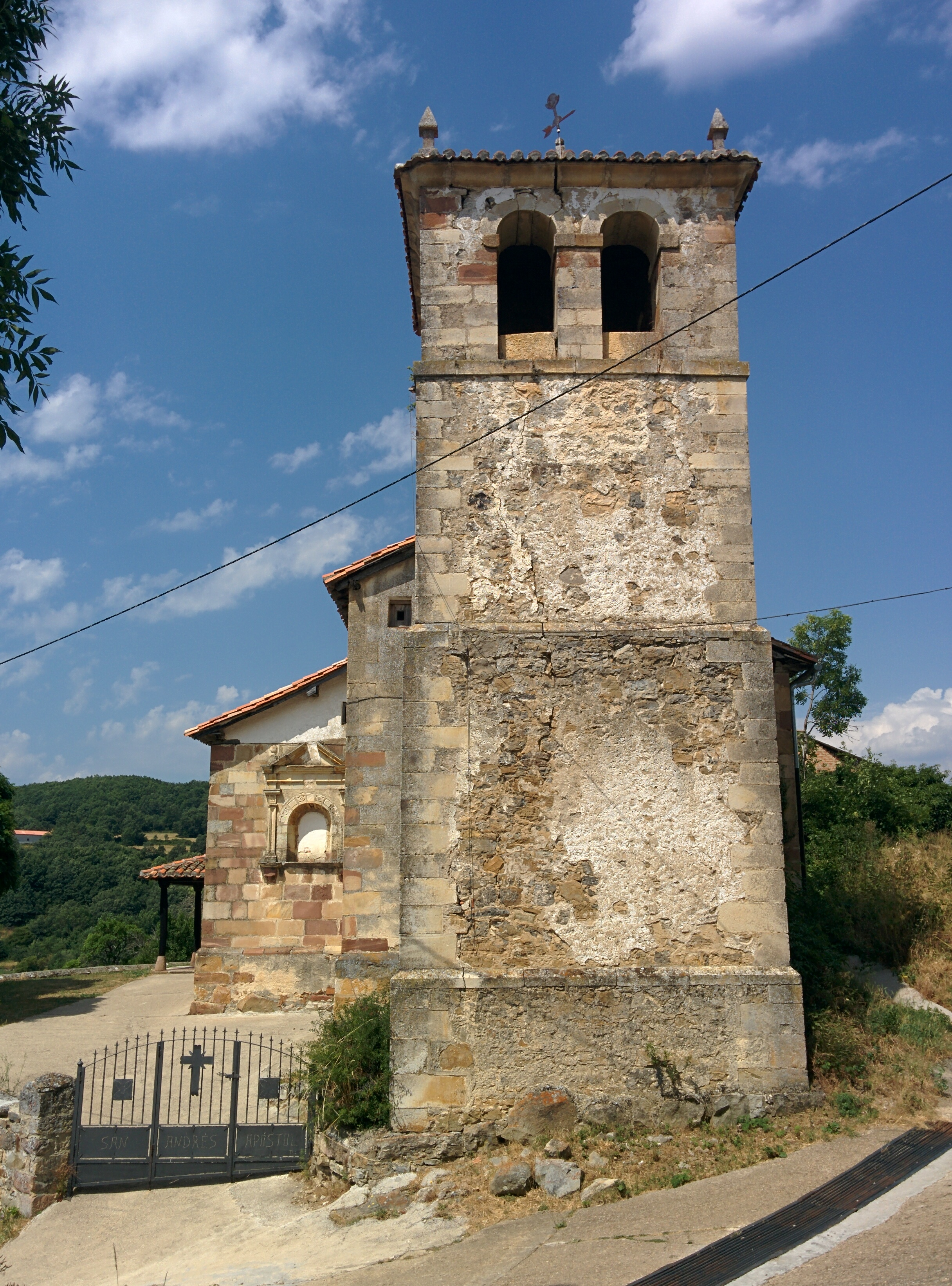
Iglesia de San Andrés Apóstol

- Su Fiesta Patronal es la festividad de San Antonio de Padua (13 de junio)

## Entorno
- En él se encuentra el embalse de Requejada, parte de la Ruta de los Pantanos.
- Está situado dentro del parque natural de la Montaña Palentina.

## Historia
A la caída del Antiguo Régimen la localidad se constituye en municipio constitucional, conocido entonces como Arvejal que en el censo de 1842 contaba con 30 hogares y 156 vecinos.
Arbejal fue municipio independiente hasta 1972, cuando pasó a formar parte del municipio de Cervera de Pisuerga.
La localidad dispone de un viejo puente sobre el río Pisuerga, originariamente con fábrica de sillería en pilas y tablero de madera que se sustituyó en la segunda mitad del siglo XX por otro de hormigón chapado con mampostería.

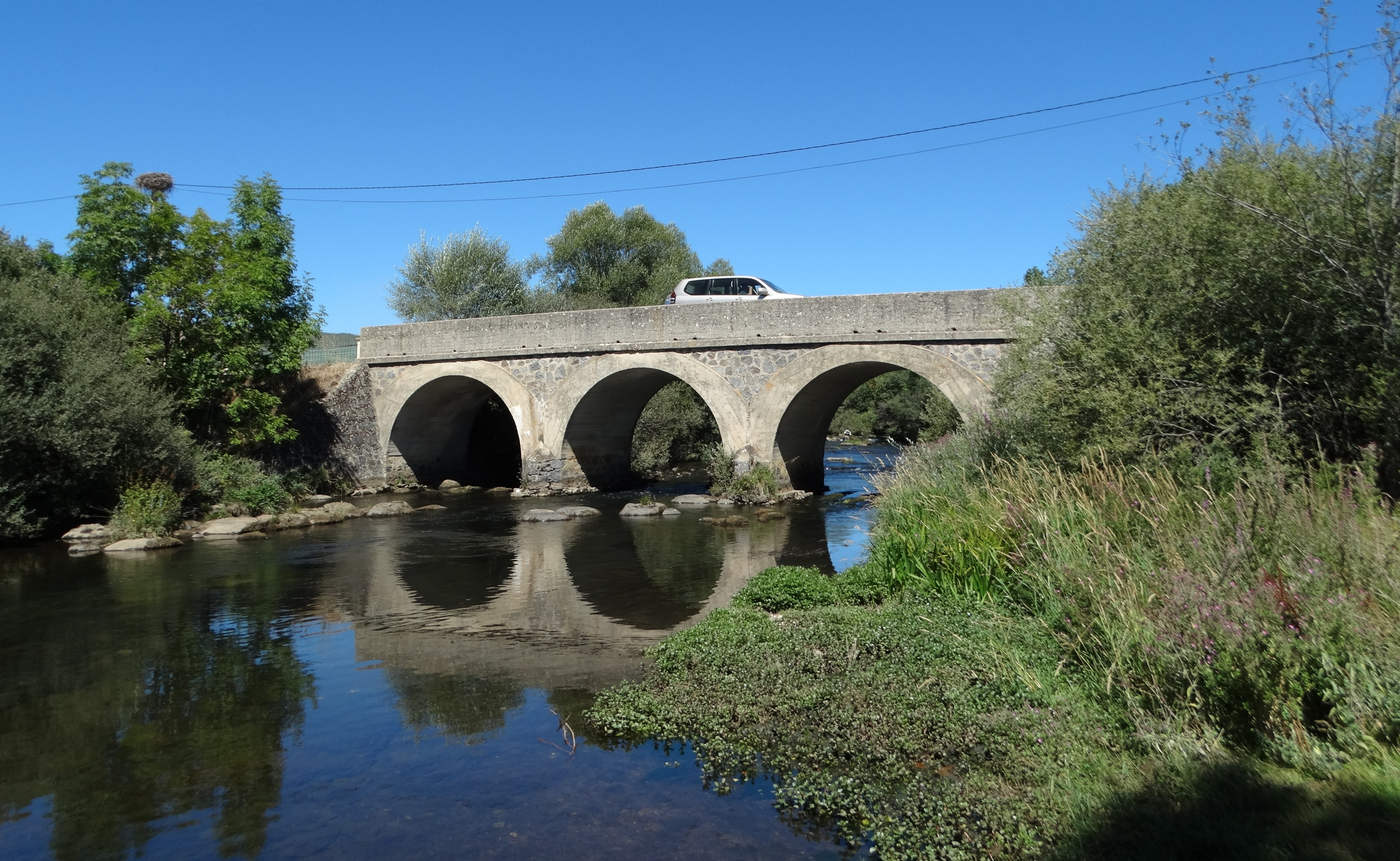
Puente sobre el río Pisuerga

## Geografía humana

### Demografía

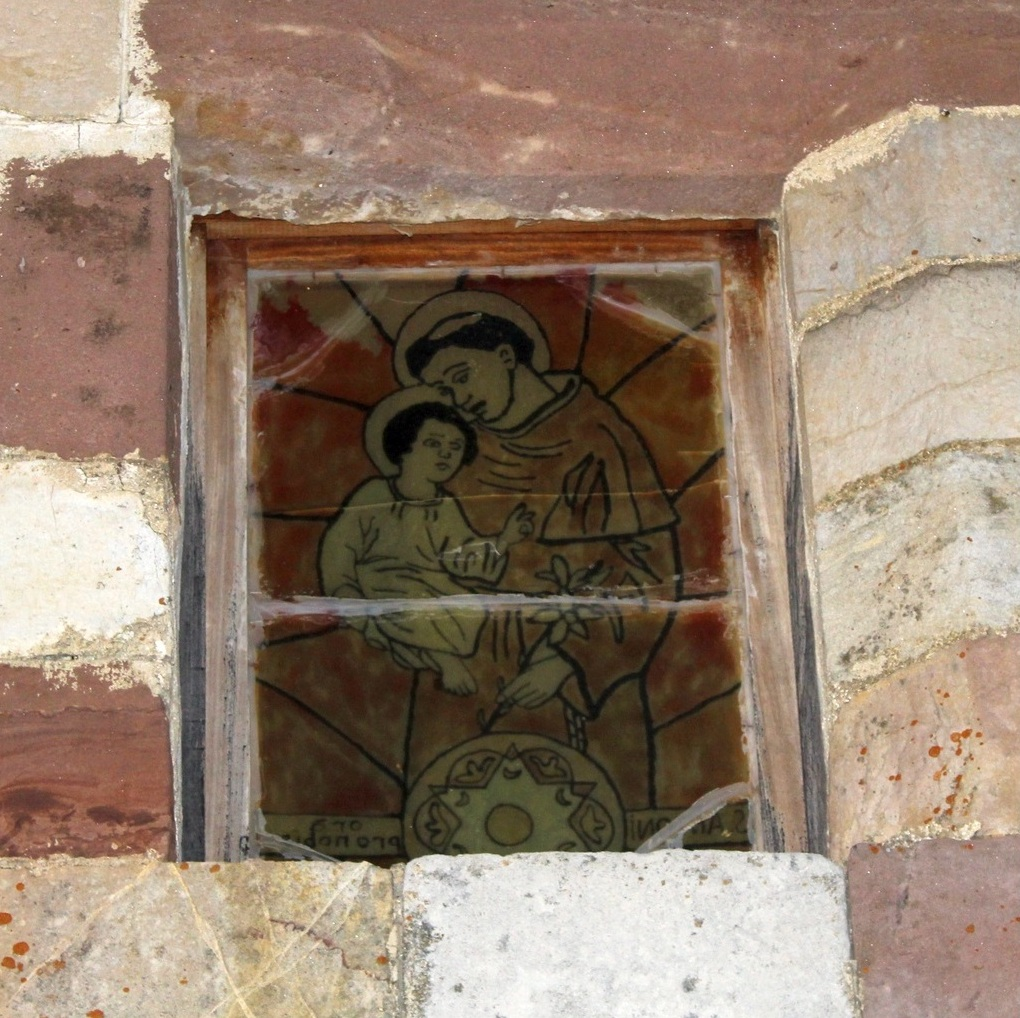
San Antonio de Padua en uno de los ventanales de la iglesia

| Gráfica de evolución demográfica de Arbejal entre 1842 y 1970 |
| |
| Población de derecho según los censos de población del INE Población de hecho según los censos de población del INEEn este censo se denominaba Arvejal: 1842 Entre el censo de 1981 y el anterior, este municipio desaparece porque se integra en el municipio 34056 (Cervera de Pisuerga) |

A fecha de 1 de enero de 2012, según el Instituto Nacional de Estadística, la población de la localidad era de 152 habitantes.
| 300                       | 156 | 304 | 343 | 280 | 289 | 235 | 178 |
| (Fuente: INE [Consultar]) |     |     |     |     |     |     |     |

Evolución de la población en el siglo XXI
| Gráfica de evolución demográfica de Arbejal entre 2000 y 2020      |
|                                                                    |
| Población de derecho (2000-2020) según el padrón municipal del INE |